# Ptacznik (szczyt)
Ptacznik (1346 m n.p.m., słow. Vtáčnik) – najwyższy szczyt grupy górskiej Ptacznik w Karpatach Zachodnich w środkowej Słowacji.

## Położenie
Szczyt Ptacznika leży w centralnej części tzw. Wysokiego Ptacznika, w głównym grzbiecie gór Ptacznik, pomiędzy szczytem Malá Homôlka (1298 m n.p.m.) na północy a szczytem Kláštorská skala (1279 m n.p.m.) na południu. W kierunku północno-zachodnim wybiega od niego masywny, mocno rozczłonkowany grzbiet, który od północy ogranicza Gepňárova dolina, zaś od południa Bystričianska dolina. Natomiast w kierunku południowo-wschodnim szczyt Ptacznika wykształca niepozorne początkowo ramię, które przekształca się w długi grzbiet obniżający się w widły Pokutskeho potoku i potoku Kľak na południe od wsi Ostrý Grúň.
Szczyt Ptacznika leży w granicach Obszaru Chronionego Krajobrazu Ponitrie, natomiast północne i wschodnie stoki kopuły szczytowej, aż po poziomicę ok. 1150 m n.p.m. obejmuje rezerwat przyrody Vtáčnik.

## Charakterystyka
Szczyt Ptacznika dość nieznacznie (ok. 60-70 m) wznosi się ponad główny grzbiet gór. Charakterystyczny północny uskok kopuły szczytowej jest dobrze widoczny od strony zachodniej, z terenów Kotliny Górnonitrzańskiej.
Masyw w całości porastają lasy bukowe, lokalnie z domieszką jodły i jawora. W wyższych partiach buki, narażone na trudne warunki klimatyczne, przyjmują formy karłowate. Partie podszczytowe pokrywa rozproszony porost świerka z widocznym udziałem jarzębiny, którym towarzyszą wysokie borówczyska. Jedynie sam wierzchołek, który tworzy dość rozległa, płaska płyta skalna, podcięta od strony północnej, oraz fragmenty północnych stoków kopuły szczytowej są wolne od lasu. Szczyt wieńczy stalowy, chromowany krzyż.

## Turystyka
Przez szczyt Ptacznika biegnie dalekobieżny, czerwono znakowany szlak turystyczny, znany jako Ponitrianska magistrála. Poza tym na szczyt prowadzi wiele znakowanych szlaków turystycznych ze wszystkich położonych w okolicy miejscowości. Czasy wejść wynoszą w większości od 2 godz. 20 min. do 3 godz. 30 min. Na szczyt prowadzi również ścieżka dydaktyczna Vtáčnik, zaczynająca się w Dolinie Gepniarowej ponad wsią Bystričany.
Szczyt jest często odwiedzany jako najwyższy w swojej grupie górskiej, a także dlatego, że rozciąga się z niego rozległa panorama, obejmująca widoki w kierunkach zachodnim, północnym i północno-wschodnim. Idąc od zachodu, na bliższym planie widzimy Góry Strażowskie, Małą i Wielką Fatrę, Góry Kremnickie, wreszcie szczyt Sitno w Górach Szczawnickich. Na dalszych planach w tej samej kolejności ukazują się Velký Lopeník w Białych Karpatach, Wielki Chocz, Chopok i Kráľova hoľa w Niżnych Tatrach oraz masyw Polany. Przy szczególnie dobrej widoczności dostrzegalna jest Łysa Góra w Beskidzie Morawsko-Śląskim.